# Вузлова кровотеча

Артерії людини

Вузлова кровотеча (англ. junctional hemorrhages)— це зовнішнє неконтрольоване витікання крові з ушкоджених судин у ділянках з'єднання кінцівок і шиї з тулубом. Ці зони називаються «вузловими» та включають пах, підключичну ділянку, внутрішню частину стегна й плеча: стегнова, підключична, пахова та аксилярна ділянки, де проходять основні магістральні судини. Такі кровотечі можуть швидко призвести до летального результату через велику швидкість втрати крові. Особливість таких кровотеч полягає в тому, що їх неможливо зупинити накладанням джгута, оскільки пошкоджені судини розташовані в місцях, де турнікет не здатен створити необхідний тиск для зупинки кровотоку.

## Небезпека вузлових кровотеч
Кровоносні судини у вузлових зонах мають значний діаметр і високу пропускну здатність. Пошкодження стегнової або підключичної артерії може спричинити критичну крововтрату за 1-3 хвилини, що без негайного втручання неминуче призведе до смерті. Саме тому перші секунди після поранення є вирішальними для збереження життя постраждалого.

## Методи зупинки вузлової кровотечі
Оскільки використання турнікетів для кінцівок у таких випадках неефективне, застосовуються інші методи:
Прямий тиск на рану — негайно притискаємо місце кровотечі руками або стерильним бинтом. Це допомагає тимчасово сповільнити втрату крові.
Гемостатичні засоби — використання бинтів, просочених гемостатиком (наприклад, Celox або QuikClot), допомагає швидко зупинити кровотечу завдяки згортанню крові.
Тампонада рани — якщо рана глибока, її необхідно заповнити спеціальним гемостатичним бинтом, щільно утрамбовуючи матеріал у порожнину рани для створення штучного згортка.
Тиснуча пов'язка — після тампонади необхідно зафіксувати бинт щільною пов'язкою, щоб забезпечити постійний тиск на ушкоджену ділянку.
ITClamp — у деяких випадках, коли рана має чіткі краї, можна використати ITClamp — спеціальний пристрій, що з'єднує краї рани та створює герметичну камеру, зупиняючи кровотечу шляхом внутрішнього згортання.
Вузловий джгут — один із найбільш ефективних методів для контролю вузлових кровотеч.